# 소니 워치맨
소니 워치맨(영어: Sony Wactchman)은 1982년에 공개한 휴대용 텔레비전의 브랜드이다. 트리니트론에 기초한 음극선관을 사용했으며 2000년까지 발매되었다.

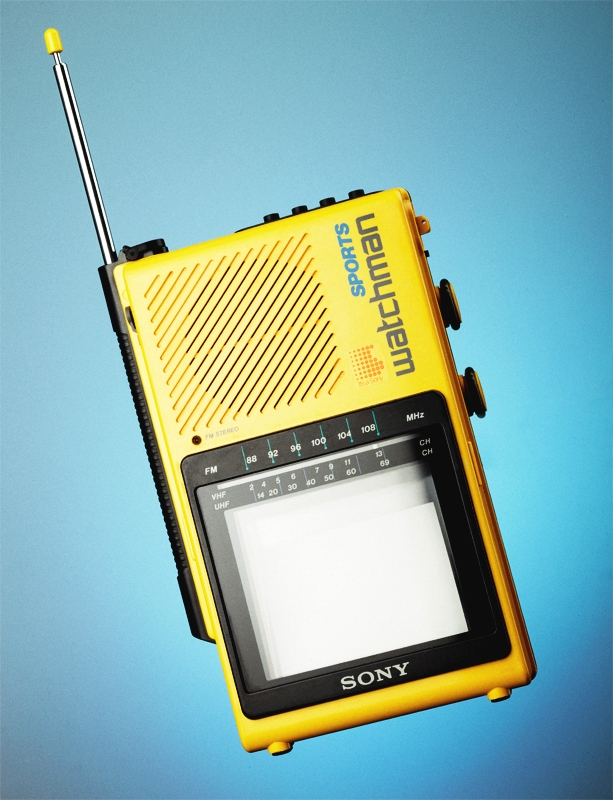
소니 스포츠 워치맨

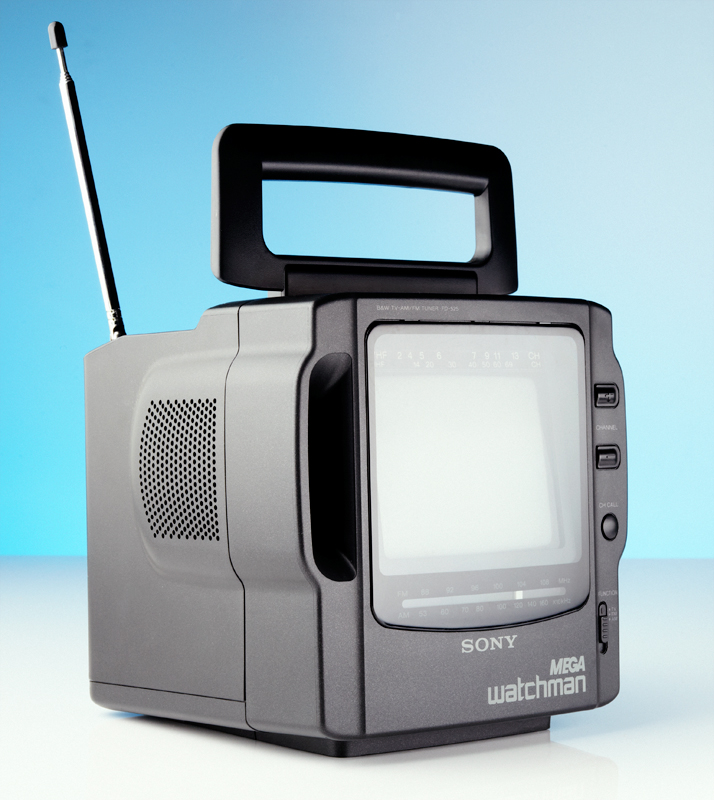
소니 메가 워치맨

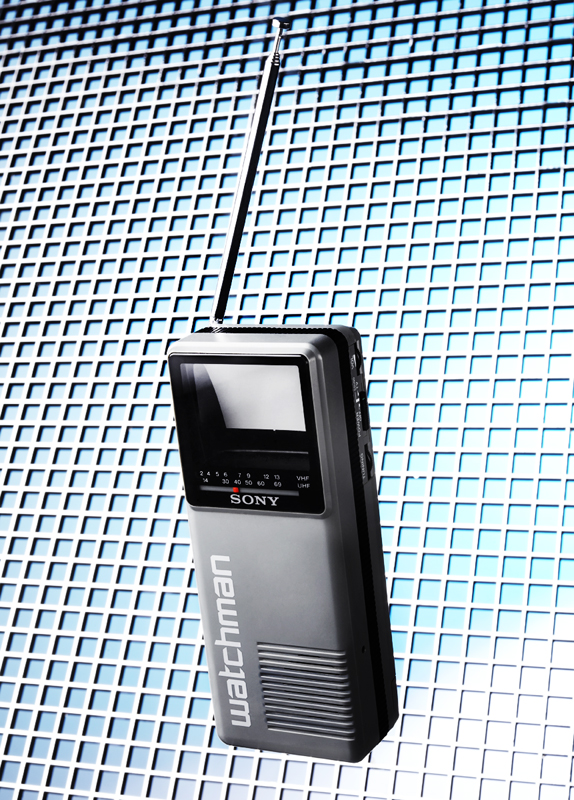
소니 FD-10 휴대용 워치맨

## 같이 보기
- 소니
- 웨가
- 트리니트론